# One Song From Two Hearts
『One Song From Two Hearts』（ワン ソング フロム トゥー ハーツ）は、フォークデュオ・コブクロが2013年12月18日にリリースした通算8枚目のオリジナルアルバム。

## 概要
前作『CALLING』から、カバーアルバム『ALL COVERS BEST』、ベストアルバム『ALL SINGLES BEST 2』を経てオリジナルアルバムとしては4年4か月ぶりとなる通算8枚目のアルバム。
ベストアルバム収録のシングル3曲「流星」、「Blue Bird」、「あの太陽が、この世界を照らし続けるように。」、配信限定でリリースされた「蜜蜂」が収録され、シングル曲が合計7曲（後に「今、咲き誇る花たちよ」がシングルカットされ8曲）と多いため、収録シングルのB面は、収録されていない（「One Song From Two Hearts/ダイヤモンド」ファンサイト限定版収録の「未来切手」は新録版が収録されている。
初動は『NAMELESS WORLD』以降のアルバムでは、初めて20万枚を下回ったが、同作から7作連続の1位を獲得した。

## 収録曲
| #         | タイトル                                       | 作詞・作曲                                          | 編曲      | 時間  |
| --------- | ---------------------------------------------- | --------------------------------------------------- | --------- | ----- |
| 1.        | 「(Are you all set?)」                         | 小渕健太郎                                          | コブクロ  | 0:24  |
| 2.        | 「One Song From Two Hearts」                   | - 小渕健太郎（作詞） - 小渕健太郎・黒田俊介（作曲） | コブクロ  | 3:38  |
| 3.        | 「紙飛行機」                                   | 小渕健太郎                                          | コブクロ  | 4:33  |
| 4.        | 「リンゴの花」                                 | 小渕健太郎                                          | コブクロ  | 5:14  |
| 5.        | 「ダイヤモンド」                               | 小渕健太郎                                          | コブクロ  | 5:38  |
| 6.        | 「SPLASH」                                     | 小渕健太郎                                          | コブクロ  | 4:40  |
| 7.        | 「未来切手」                                   | 小渕健太郎                                          | コブクロ  | 5:43  |
| 8.        | 「モノクローム」                               | 小渕健太郎                                          | コブクロ  | 4:55  |
| 9.        | 「あの太陽が、この世界を照らし続けるように。」 | 小渕健太郎                                          | コブクロ  | 6:00  |
| 10.       | 「GAME」                                       | 小渕健太郎                                          | コブクロ  | 5:02  |
| 11.       | 「流星」                                       | 小渕健太郎                                          | コブクロ  | 5:11  |
| 12.       | 「Blue Bird」                                  | 小渕健太郎                                          | コブクロ  | 4:30  |
| 13.       | 「LIFE GOES ON」                               | 黒田俊介                                            | コブクロ  | 5:53  |
| 14.       | 「蜜蜂」                                       | 小渕健太郎                                          | コブクロ  | 4:49  |
| 15.       | 「今、咲き誇る花たちよ」                       | 小渕健太郎                                          | コブクロ  | 4:47  |
| 合計時間: | 合計時間:                                      | 合計時間:                                           | 合計時間: | 70:57 |

## 楽曲解説
1. (Are you all set?)
SE音源。
2. One Song From Two Hearts
23rdシングルの1曲目。ミズノベースボールCMソング。
3. 紙飛行機
22ndシングル。フジテレビ系ドラマ『結婚しない』主題歌。H.I.S CMソング。
4. リンゴの花
小渕がイジメ自殺の問題に心を痛め、残された家族や友人の視点で描かれた作品である。
5. ダイヤモンド
23rdシングルの2曲目。朝日放送・2013 ABC 夏の高校野球応援ソング。第95回全国高校野球選手権大会中継・熱闘甲子園テーマ曲。
6. SPLASH
7. 未来切手
23rdシングルのカップリング曲。グリコ二段熟カレーCMソング。
8. モノクローム
活動休止中の音楽が遠ざかって行く様子を小渕が失恋に例え、投影して描いた楽曲である。
当初のタイトルは「モノクロ」だったが、曲紹介する際にももいろクローバーZの略称「ももクロ」と紛らわしいと考え、変更に至った。
9. あの太陽が、この世界を照らし続けるように。
21stシングル。映画『岳-ガク-』主題歌。
10. GAME
フジテレビ系ドラマ『家族の裏事情』主題歌。
11. 流星
19thシングル。フジテレビ系ドラマ『流れ星』主題歌。
12. Blue Bird
20thシングル。NHK Eテレアニメ『バクマン。』オープニングテーマ。グリコ二段熟カレーCMソング。
13. LIFE GOES ON
「To calling of love」以来となる黒田の作詞・作曲である。
14. 蜜蜂
2枚目の配信限定シングル。NTT西日本CMソング。
2012年に2枚目のベストアルバム『ALL SINGLES BEST 2』にも収録されていた。
15. 今、咲き誇る花たちよ
NHK ソチオリンピック・パラリンピックテーマソング。
リカット・シングル、24thシングルとして2014年2月19日に発売された。

## 演奏
- 小渕健太郎
  - Vocal
  - Acoustic Guitar (#2.3.4.6.7-12.14.15)
  - Electric Guitar (#5.9.12)
  - Strings Arrangement (#2.3.4.5.7.8.9.10.12.13.14.15)
  - Brass Arrangement (#6.13)
  - Woodwind Arrangement (#7.15)
  - Synthesizer (#13)
  - Mandolin (#15)
- 黒田俊介：Vocal
- 岸利至：Synthesizer, Programming (#2-10.13.15)
- 岩瀬聡志：Programming (#11.12.14)
- 小田原豊：Drums (#2.3.13)
- 小笠原拓海：Drums (#4-8.10.15)
- 山口寛雄：Bass (#2-8.10.13.15)
- 桜井正宏：Drums (#9.11.12.14)
- 山田裕之：Bass (#9.11.12.14)
- 福原将宣：Electric Guitar
- 松浦基悦
  - Piano (#2-6.8-15)
  - Organ (#2.5.9)
  - Synthesizer (#9)
  - Rhodes (#7)
- 坂井“Lambsy”秀彰：Percussion (#2.3.4.6-13.15)
- 藤井理央
  - Strings Arrangement (#2.3.4.5.7.8.9.10.12.13.14.15)
  - Brass Arrangement (#6.13)
  - Woodwind Arrangement (#7.15)
  - Synthesizer (#7)
- 笹路正徳：Strings Arrangement (#11)
- 山本拓夫：Tenor Sax, Brass Arrangement (#6)
- 西村浩二、菅坂雅彦：Trumpet (#6.13)
- 村田陽一：Trombone (#6)
- 中川英二郎、半田信英：Trombone (#13)
- 野々下興一：Bass Trombone (#13)
- 庄司さとし：Oboe (#7.15)
- 山根公男：Clarinet (#7)
- 高桑英世：Flute, Tin Whistle, Piccolo (#15)

- 金原千恵子：Violin (#2.3.5.7.10.11.12.14.15)
- 栄田嘉彦：Violin (#2.3.5.7.10.11.12.14.15)
- 矢野晴子：Violin (#2.3.5.10.11.12.14.15)
- 桐山なぎさ：Violin (#2.3.5.10.11.12.14)
- 小宮直：Violin (#2.15)
- 岩戸有紀子：Violin (#2.3.5.10.11.12.14.15)
- 田島朗子：Violin (#2)
- 丸山明子：Violin (#2.15)
- 入江茜：Violin (#2.4.8.13)
- 山本大将：Violin (#2)
- 柳原有弥：Violin (#2.4.8.13)
- 桑田穣：Violin (#3.5.10.11.12.14.15)
- 黒木薫：Violin (#3.5.10.15)
- 大林典代：Violin (#3.5.10.11.12.14)
- 伊能修：Violin (#3.5.10.14)
- 押鐘貴之：Violin (#3.11.12)
- 漆原直美：Violin (#4.8.13)
- 石亀協子：Violin (#4.8)
- 伊勢三木子：Violin (#4.8.13)
- 牛山玲名：Violin (#4.8.13)
- 氏川恵美子：Violin (#4.8.13)
- 藤堂昌彦：Violin (#4.8)
- 藤縄陽子：Violin (#4.8)
- 森本安弘：Violin (#4.8.13)
- 浜野考史：Violin (#5.10)
- 大久保祐子：Violin (#11)
- 藤家泉子：Violin (#11.12.14)
- 徳永友美：Violin (#12.14)
- 石橋尚子：Violin (#13)
- 川口静香：Violin (#13)
- 大和加奈：Violin (#13)
- 角田知寿子：Violin (#15)
- 沖祥子：Violin (#15)
- 古川原裕仁：Viola (#2.3.7.10.11.12.14.15)
- 細川亜維子：Viola (#2.14)
- 御法川雄矢：Viola (#2)
- 三木章子：Viola (#2.4.8.10.13)
- 山田雄司：Viola (#3.12.15)
- 坂口弦太郎：Viola (#3)
- 渡部安見子：Viola (#3.10.11.14)
- 渡邉智生：Viola (#4.8.13)
- 生野正樹：Viola (#4.8.13)
- 館泉礼一：Viola (#4.8.13)
- 成瀬かおり：Viola (#10)
- 大沼幸江：Viola (#11.14)
- 徳高真奈美：Viola (#11.12.15)
- 榎戸崇浩：Viola (#12.15)
- 堀沢真己：Cello (#2.3.5.7.10.11.14)
- 植木昭雄：Cello (#2.3.5.10.12)
- 増本麻理：Cello (#2.12.14)
- 中村潤：Cello (#2.3.15)
- 阿部雅士：Cello (#3)
- 内田佳宏：Cello (#4.8.13)
- 遠藤益民：Cello (#4.8.13)
- 奥泉貴吉：Cello (#4.8)
- 原口梓：Cello (#4.8.13)
- 江口心一：Cello (#5.10.11.15)
- 矢野晶子：Cello (#5.10)
- 前田善彦：Cello (#11)
- 結城貴弘：Cello (#11.13)
- 笠原あやの：Cello (#12)
- 大沢真人：Cello (#12)
- 三宅進：Cello (#14)
- 篠崎由紀：Cello (#14.15)
- 松葉春樹：Cello (#15)
- 田中伸司：Contrabass (#12)
- 千葉一樹：Contrabass (#12)